# オノリオ・マリナーリ

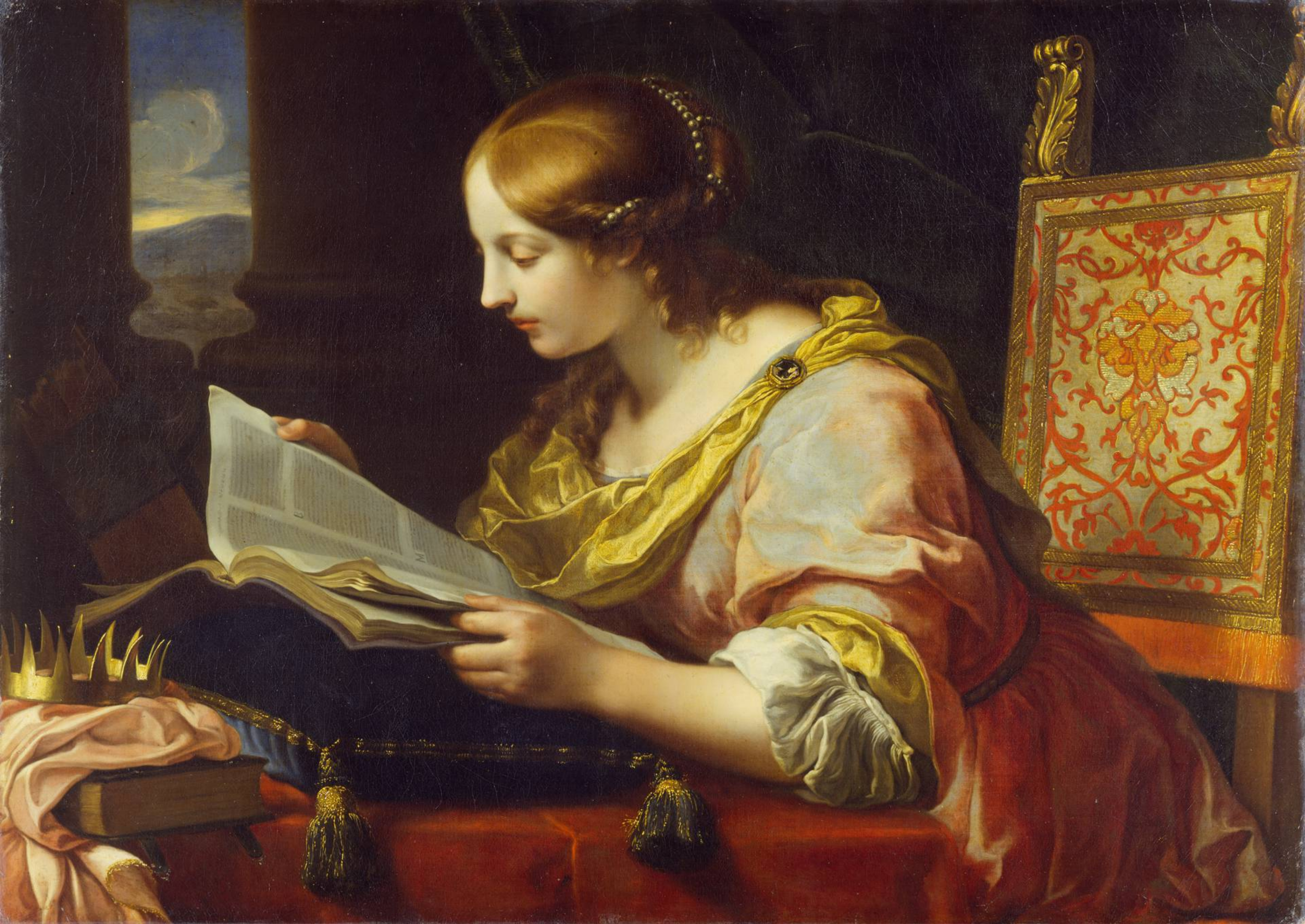
オノリオ・マリナーリ作『アレクサンドリアの聖カタリナ 』(c.1670)
ウォレス・コレクション

オノリオ・マリナーリ（Onorio Marinari、1627年10月3日 - 1715年1月5日）は、イタリアの画家である。17世紀後半から18世紀の初めにフィレンツェで活躍し、宗教画などを描いた。

## 略歴
フィレンツェで、ジスモンド・マリナーリ（Gismondo Marinari）というあまり知られていない画家の息子に生まれた。17世紀にフィレンツェの芸術家の伝記集を出版したフィリッポ・バルディヌッチ（1625-1696）によれば、父親から絵を学んだ後、いとこで友人のカルロ・ドルチ（1616-1686）の工房に入った。ドルチの作品を模写して修行し、その模写はドルチのものと区別できないほどになった。その後、フィレンツェでバルダッサーレ・フランチェスキーニ（別名、イル・ボルテラーノ: 1611-1689）とも働き、ローマやロンバルディアでも修行した。
1648年にはフィレンツェの美術アカデミー（Accademia delle arti del disegno）の文献に言及が見られるようになり、アカデミーの理事など重要な役職を務めた。
フィレンツェの教会の祭壇画などを描き、トスカーナの個人の顧客からの注文で宗教的な題材の作品も描いた。
絵画の他に、天文学の論文を著わしたことでも知られ、1674年に、「太陽の動きを示す道具である天文環（annulo astronomico）の制作と使用法（Fabbrica et uso dell'annulo astronomico instrumento universale per delineare orivoli solari）」というタイトルの論文を出版した。またヴィオラの演奏者としても知られていた。
1715年にフィレンツェで亡くなった。弟子にはバルトロメオ・ビンビ（1648-1729）がいる 。

## 作品

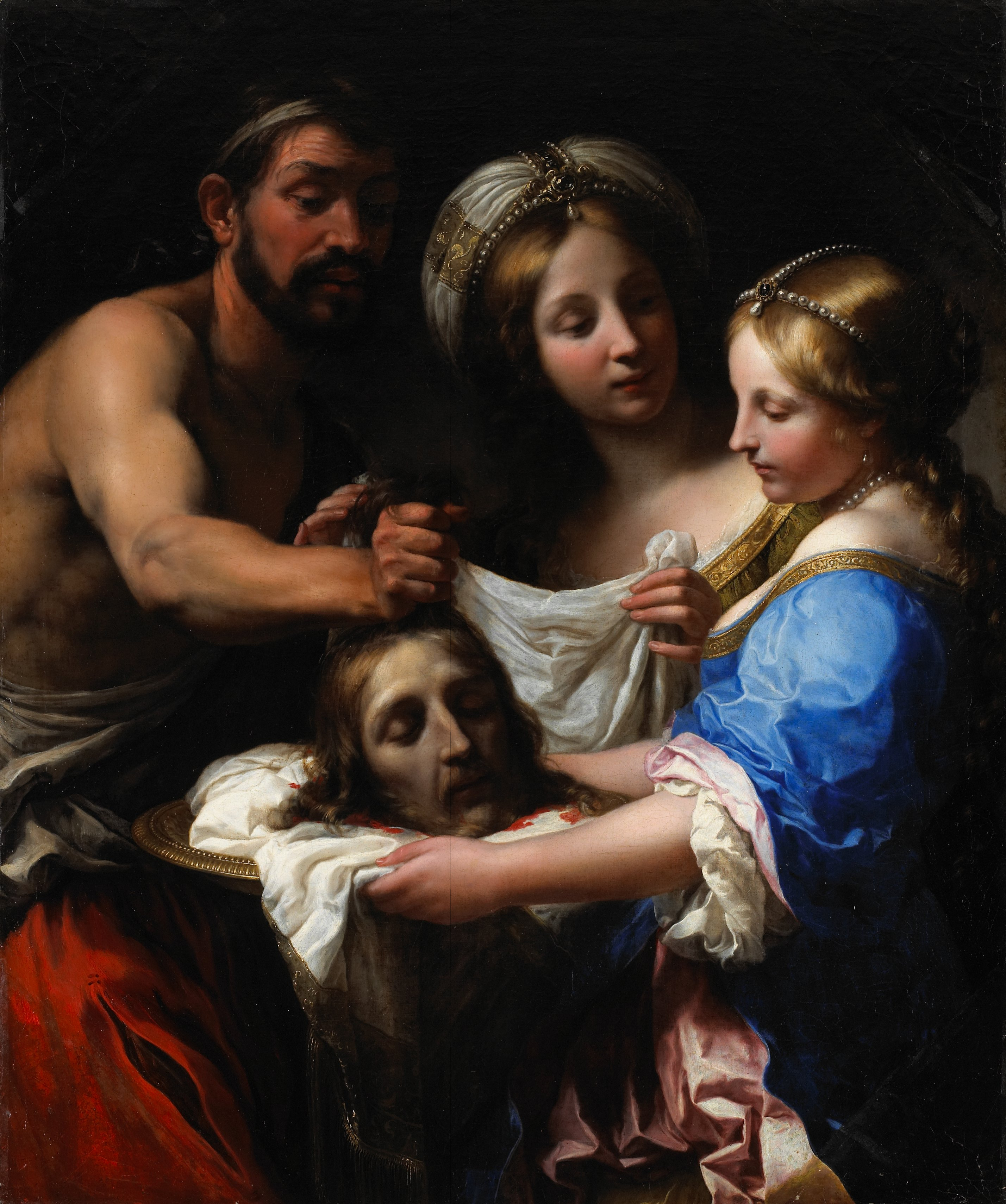
『洗礼者ヨハネの首を持つサロメ』(1680) ミネアポリス美術館
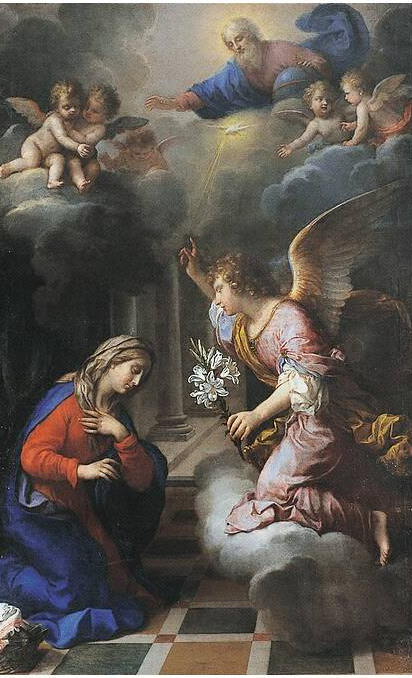
『受胎告知』(1699) Palazzo Bianco(ジェノヴァ)
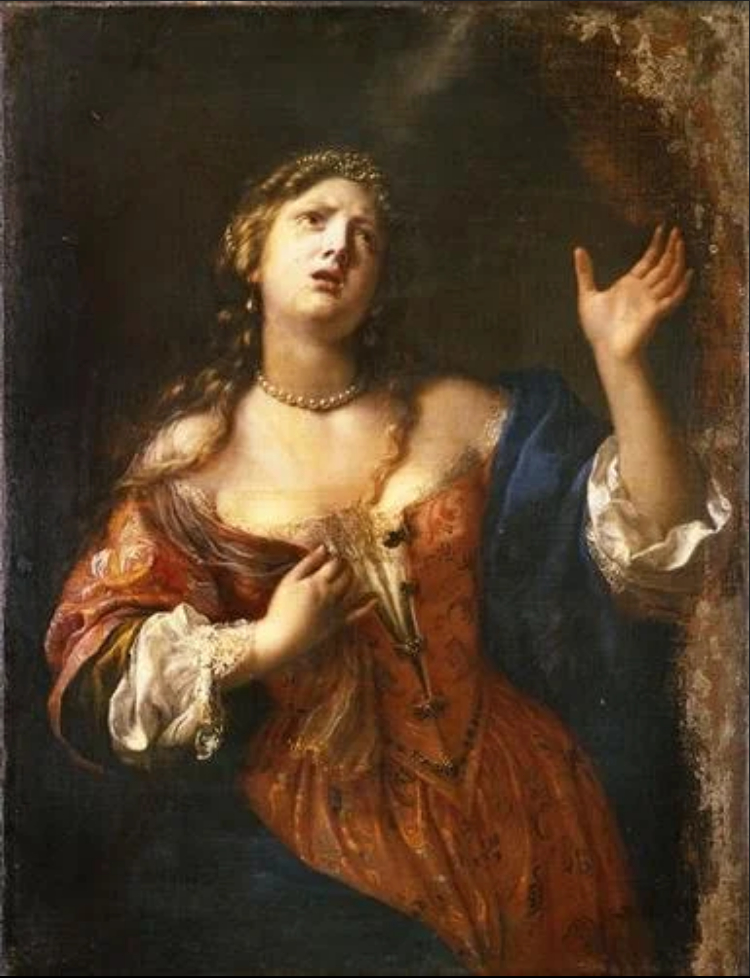
セミラミス